# Piruvat dehidrogenaza (hinon)
Piruvat dehidrogenaza (hinon) (EC 1.2.5.1, piruvatna dehidrogenaza, piruvinska dehidrogenaza, piruvincka (citohrom b1) dehidrogenaza, piruvat:ubihinon-8-oksidoreduktaza, piruvatna oksidaza (nespecifična), piruvatna dehidrogenaza (citohrom)) je enzim sa sistematskim imenom piruvat:ubihinon oksidoreduktaza. Ovaj enzim katalizuje sledeću hemijsku reakciju
piruvat + ubihinon +H2O {\displaystyle \rightleftharpoons } acetat + CO2 + ubihinol
Ovaj enzim je flavoprotein (FAD). On je bakterijski enzim lociran na unutrašnjoj površini citoplazmične membrane i spregnut je sa respiratorim lancem putem ubihinona. On ne deluje na menahinon. Njegu aktivnost znatno povećavaju lipidi. Za njegov rad je neophodan tiamin difosfat. Ovaj enzim takođe može da formira acetoin.

## Literatura
- Nicholas C. Price; Lewis Stevens (1999). Fundamentals of Enzymology: The Cell and Molecular Biology of Catalytic Proteins (Third изд.). USA: Oxford University Press. ISBN 019850229X.
- Eric J. Toone (2006). Advances in Enzymology and Related Areas of Molecular Biology, Protein Evolution (Volume 75 изд.). Wiley-Interscience. ISBN 0471205036.
- Branden C; Tooze J. Introduction to Protein Structure. New York, NY: Garland Publishing. ISBN 0-8153-2305-0.
- Irwin H. Segel. Enzyme Kinetics: Behavior and Analysis of Rapid Equilibrium and Steady-State Enzyme Systems (Book 44 изд.). Wiley Classics Library. ISBN 0471303097.
- William P. Jencks (1987). Catalysis in Chemistry and Enzymology. Dover Publications. ISBN 0486654605.

## Spoljašnje veze
- Pyruvate+dehydrogenase+(quinone) на 